# Most Maputo-Katembe
Most Maputo-Katembe (port. Ponte de Maputo a Katembe) – most wiszący w Maputo zbudowany nad zatoką Maputo.

## Budowa
Został wybudowany przez China Road and Bridge Corporation, a jego koszt projektu wynosił ponad 700 mln $. Jego budowę rozpoczęto 2014, a został otwarty 10 listopada 2018, jednak początkowo planowano otwarcie na 25 czerwca, czyli w dzień uzyskania niepodległości przez Mozambik. Przy budowie pracowało 2000 osób.

## Rozmiary
Most składa się z trzech części: główne przęsło mostu ma 680 m długości, wiaduktu północnego o długości 1097 m oraz wiaduktu południowego o długości 1234 m. Jego długość całkowita wynosi 3041 m. Ma 141 m wysokości.